# Mariakaakje-Beratung

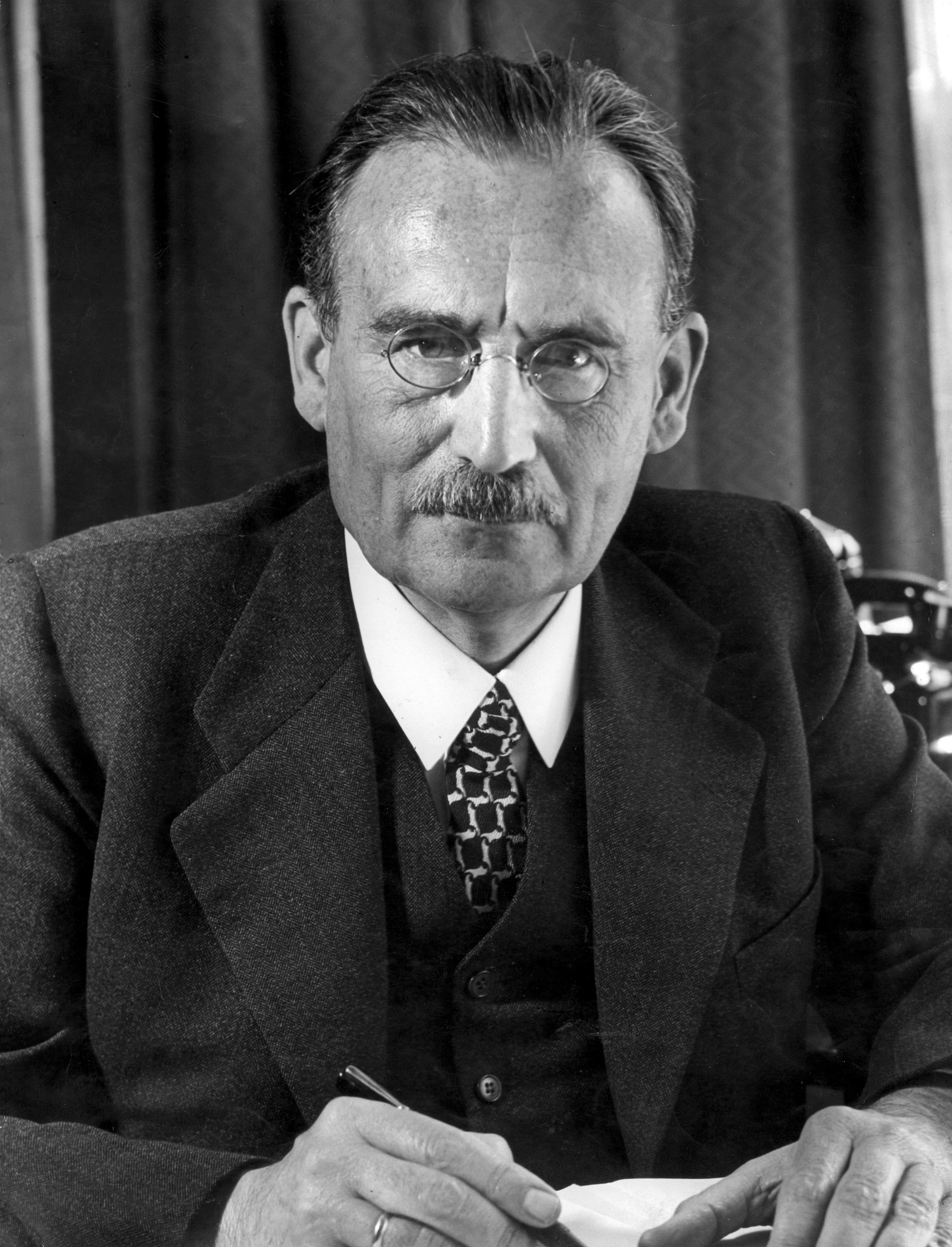
Willem Drees, niederländischer Ministerpräsident 1948–1958

Die Mariakaakje-Beratung (Mariakaakje-overleg) ist eine moderne Sage in den Niederlanden, die besagt, die bescheidene Wohnung von Ministerpräsident Willem Drees habe auf einen amerikanischen Diplomaten einen derartigen Eindruck gemacht, dass das Land beim Marshall-Plan begünstigt worden sei. Mariakaakje ist ein einfacher Keks, den die Frau des Ministerpräsidenten zum Tee gereicht habe.

## Die Anekdote
Im Jahre 1979 erzählte der ehemalige niederländische Außenminister Joseph Luns zwei Journalisten, wie der amerikanische Diplomat Harriman in die Niederlande gekommen sei, um mit Ministerpräsident Drees über die Marshall-Hilfe zu verhandeln. Harriman sei zuvor in Italien gewesen, wo man ihn zu einem prächtigen Bankett eingeladen habe, und als er eines Sonntags in Den Haag ankam, habe der (sozialdemokratische) Ministerpräsident ihn in seiner Privatwohnung in der Beeklaan empfangen:

“U ziet de heren arriveren in de Beeklaan! Eenvoudige woning, in de gashaard twee van de vijf staafjes uit, mevrouw Drees presenteerde thee met een Mariakaakje en de heer Drees had een goed en zakelijk gesprek. Daarop zei de heer Harriman tot zijn ambassadeur: ‚Ik heb het al gezien. Een land waarvan de premier in zulk een eenvoud leeft, is onze hulp waard.‘”

„Stellen Sie sich vor, wie die Herren in der Beeklaan eintreffen! Einfache Wohnung, im Gasherd zwei der fünf Kochstellen aus, Frau Drees bietet Tee mit einem Mariakaakje an, und Herr Drees führt ein gutes und sachliches Gespräch. Daraufhin sagte der Herr Harriman zu seinem Botschafter: ‚Ich bin mir jetzt schon im klaren. Ein Land, dessen Premier in solch einer Einfachheit lebt, hat unsere Hilfe verdient.‘“

Die Geschichte ist in zahlreichen Variationen weitererzählt worden, in der die Wohnung immer kleiner und die Beeklaan für die Limousine der Amerikaner immer enger wurde, so der Historiker Jelle Gaemers. Ihre Popularität erkläre sich dadurch, dass sie einen Kausalzusammenhang zwischen niederländischem Wohnzimmer und großer Politik erschaffe.

## Prüfung
Allerdings weist Gaemers auf die Schwierigkeiten hin, die Anekdote zu belegen. Tatsache ist, dass die Journalisten nach Luns den hochbetagten ehemaligen Ministerpräsidenten Drees befragten. Drees zufolge gab es zum Empfang der Amerikaner durchaus ein Diner, doch sie wollten ihn zuvor persönlich treffen, und da sie an einem Sonntag ankamen, habe er sie notgedrungen bei sich zuhause empfangen.

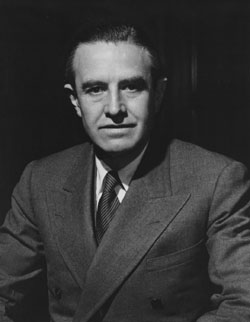
W. Averell Harriman, amerikanischer Diplomat und später Gouverneur von New York

Gaemers hat zwei Besuche von amerikanischen Diplomaten ausfindig gemacht, zu denen der Empfang in der Beeklaan passen könnte, der eine im April 1949, der andere im Oktober 1950. In beiden Fällen wird in den Quellen aber ein Besuch in Drees' Privatwohnung nicht ausdrücklich erwähnt, und die Diplomaten sind tatsächlich mit großem Aufwand empfangen worden (u. a. einem Bankett für zweihundert Gäste).
Ein Niederländer, der beim zweiten Besuch anwesend war, habe die Anekdote mit folgendem Schlusssatz wiedergegeben: „In a country where the Prime Minister lives like this, our money is well spent.“ Dieser Zeitzeuge bringe aber auch einige Details in die Anekdote, die nachgewiesenermaßen nicht stimmten, wie der kontrastierende Besuch in Italien zuvor.
Der Drees-Biograf Gaemers verwehrt sich also gegen den Eindruck, Drees habe – gar in berechnender Weise – ständig ausländische Gäste bei sich zuhause eingeladen:
„Wollten wir demjenigen Niederländer, dem wir das Geld mit zu verdanken haben, ein Denkmal setzen, dann wäre dies nicht Frau Drees mit dem Mariakaakje, sondern Spierenburg, der hauptsächliche niederländische Verhandler in Paris.“

## Finnische Anekdote
Im Gegensatz zu einer finnischen Anekdote sei die Geschichte von Drees und dem Mariakaakje noch brav, meint Gaemers. Finnland hatte auf sowjetischen Druck schließlich keine Marshallhilfe erbeten, hätte der Anekdote zufolge aber auf viel Geld hoffen dürfen.
Als die amerikanische Delegation durch Finnland fuhr, habe sie eine Gruppe pudelnackter Finnen aus einer kleinen Hütte kommen sehen. Die Bevölkerung sei also so arm, dass sie sich keine Kleidung leisten könne, sie brauche die Marshallhilfe umso dringender. Die finnischen Begleiter hätten wohlweislich nicht erklärt, dass es sich um eine Gruppe Saunagänger handelte.